# Jordi Amorós
Jordi Amorós   (Barcelona, 1945) conegut pel seu pseudònim Ja és un dibuixant d'humor, guionista, animador, cineasta i publicista català.
El seu humor ferotge i radical es va mostrar plenament en els setmanaris Barrabás i El Papus durant els anys setanta. Ha publicat però amb diverses revistes satíriques, de còmic o d'humor com Matarratos, Pacha, El cuervo, Hara Kiri, Rambla, El Jueves i des de 2013 a Revista Mongolia.
Va ser un dels pioners en l'estudi de l'animació per ordinador en Catalunya. L'any 1989 va fundar el segon estudi d'animació, Cine Nic, nom que fa homenatge als projectors infantils de tanta anomenada als anys 50. Ha dirigit diversos projectes d'animació, un dels més coneguts Despertaferro de l'any 1990. L'Acadèmia del Cinema Català va nomenar Jordi Amorós Membre d'Honor el juliol de 2020.